# クリス・ヒルマン
クリス・ヒルマン（Chris Hillman、1944年12月4日 - ）は、アメリカ合衆国のミュージシャン。カリフォルニア州サンディエゴ出身。バーズ、フライング・ブリトー・ブラザーズなど、数々のフォーク・ロック、カントリー・ロック草創期のバンドに在籍していた。

## 経歴
1944年にカリフォルニア州ロサンゼルスで四兄弟の第三子として生まれ、幼少期からサンディエゴの農場で育つ。姉と共に音楽に親しみ、カントリー・ミュージックやフォーク・ミュージック、ブルーグラスを愛聴する。15歳からロサンゼルスやバークレーに通い、スコット・ハンブリーからマンドリンの奏法を習い、高校時代からサンディエゴのクラブにマンドリン奏者として出演し始める。知名度を高めたヒルマンは1961年に同地のブルーグラスバンド「スコッツヴィル・スクイール・ベーカーズ」に加入し、1963年の解散まで在籍した。解散から間も無く、ヒルマンは「ゴールデン・ステート・ボーイズ」に加入し、テレビ初出演を果たした。同バンドは後年、ヒルマンの活躍を讃え「ヒルメン」と称するアルバムを発売している。
この時点でヒルマンは音楽活動を止めてカリフォルニア州立大学への進学を検討していたが、バーズのマネージャー、ジム・ディクソンにベーシストとして加入を要請され、1964年にバーズに加入する。当初、ベーシストとしては全くの素人であったが、次第に頭角を現し、1968年の脱退までオリジナルメンバーとして、時にはリードボーカル、作詞も担当した。
1968年、ヒルマンと同じくバーズから脱退したメンバーのグラム・パーソンズと共にフライング・ブリトー・ブラザーズを結成する。主にベースを担当していたが、1970年にグラム・パーソンズが脱退後も尚、バンドの中心メンバーとして活躍する。1971年にフライング・ブリトー・ブラザーズは解散するが、翌1972年、スティーヴン・スティルスとともにマナサスを結成。高い評価を得るが、1973年に脱退する。1974年にリッチー・フューレイ、J.D.サウザーらとともに、サウザー・ヒルマン・フューレイ・バンドを結成、2枚のアルバムを残し解散する。1976年からはソロ活動を開始し、アルバム『スリッピン・アウェイ』、『クリア・セイリン』で成功を収める。1979年に結婚。
1977年、バーズの元メンバーであるロジャー・マッギン、ジーン・クラークと21日間のヨーロッパ公演旅行に出るが、当時の2人との険悪な関係や、代理店の契約不履行によりヒルマンは途中帰国する。数ヶ月後、マッギンとクラークが結成したデュオに一転ヒルマンが加わり、マッギン・クラーク&ヒルマンを結成する。しかし日本公演を行った1979年からヒルマンと二人の関係は悪化する。クラークの脱退後、ヒルマンはマッギンと活動するが、商業的成功は果たせなかった。1981年、ニューヨーク公演の舞台裏で横柄に振る舞うキャピトル・レコード社員を殴ったヒルマンにマッギンが激昂し、デュオは解散する。後に和解するが、この時両者は絶縁している。
同年、ソロ活動に回帰したヒルマンはシュガーヒル・レコードと契約し、ハーブ・ペダーセンなどのブルーグラス歌手の協力を得てカントリーやブルーグラスに転向する。また1985年にはアル・パーキンスやデイヴィッド・マンスフィールドらとスーパーグループを結成し短期間活動した。
1985年、ペダーセンやジョン・ジョーゲンソンを中心にデザート・ローズ・バンドを結成し、カーブ・レコードと契約する。「ラヴ・リユナイテッド」(ビルボード・カントリーチャート6位)など数々の自作ヒット曲やバック・オーウェンスらのカバー曲を発表し、バーズ解散以来の成功を収めた。1992年に再度来日するが、相次いだメンバーの交代や売上の下降を経て1994年にデザート・ローズ・バンドを解散する。
1994年以降は一貫してカントリーやブルーグラスに身を置き、ペダースンを始め嘗てのバンド仲間と共にソロ活動を続けている。2008年にも来日を果たし、ペダースンと共に公演を行った。デザート・ローズ・バンドのメンバーとは何度も共演している。

## 人物
- 父親はユダヤ人であったが、1979年に結婚した妻やパーキンスの影響でキリスト教(ギリシア正教会)を信仰している。

## ディスコグラフィ
| 『スリッピン・アウェイ』                | - 1976年 - アサイラム・レコード   | 152 | —  | —  | — |             |
| 『クリア・セイリン』                    | - 1977年 - アサイラム・レコード   | 188 | —  | —  | — |             |
| 『モーニング・スカイ』                  | - 1982年 - シュガーヒル・レコード | —   | —  | —  | — |             |
| 『デザート・ローズ』                    | - 1984年 - シュガーヒル・レコード | —   | —  | —  | — |             |
| 『ライク・ア・ハリケーン』              | - 1998年 - シュガーヒル・レコード | —   | —  | —  | — |             |
| 『ジ・アザー・サイド』                  | - 2005年 - ソブリン               | —   | —  | —  | 9 |             |
| 『バイディン・マイ・タイム』            | - 2017年 - ラウンダー・レコード   | 152 | 37 | 14 | 2 | - US: 9,100 |
| "—" denotes releases that did not chart |                                   |     |    |    |   |             |